# Spór wokół mediów publicznych w Polsce

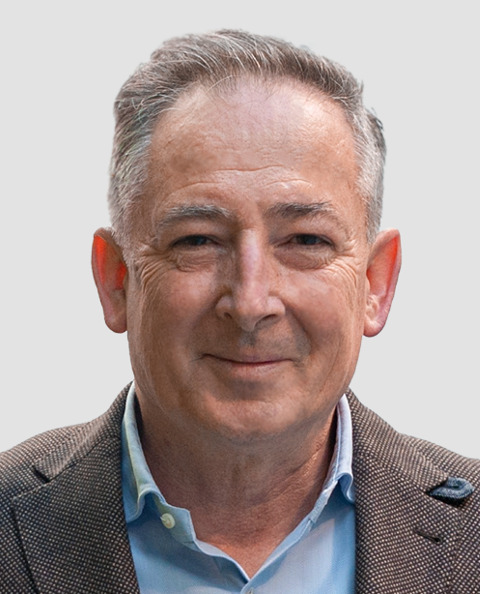
Bartłomiej Sienkiewicz – ówczesny Minister Kultury i Dziedzictwa Narodowego

Spór wokół mediów publicznych w Polsce (także przejęcie Telewizji Polskiej S.A.) – kryzys polityczny, który rozpoczął się po dokonaniu czynności w dniu 19 grudnia 2023 r. przez Bartłomieja Sienkiewicza, Ministra Kultury i Dziedzictwa Narodowego w trzecim rządzie premiera Donalda Tuska.
Walne zgromadzenia akcjonariuszy Telewizji Polskiej, Polskiego Radia i Polskiej Agencji Prasowej odwołało ówczesnych prezesów zarządów spółek mediów publicznych i ich rady nadzorcze, powołując w ich miejsce nowe. Działanie to zostało skrytykowane i ocenione jako bezprawne przez przedstawicieli partii Prawa i Sprawiedliwości, stało się przyczyną interwencji poselskich w siedzibie TVP. W dniu 27 grudnia 2023 walne zgromadzenia akcjonariuszy postawiły Telewizję Polską, Polskie Radio oraz Polską Agencję Prasową w stan likwidacji, zaznaczając jednocześnie, że programy będą nadawane nadal.

## Wydarzenia poprzedzające

### Kontekst

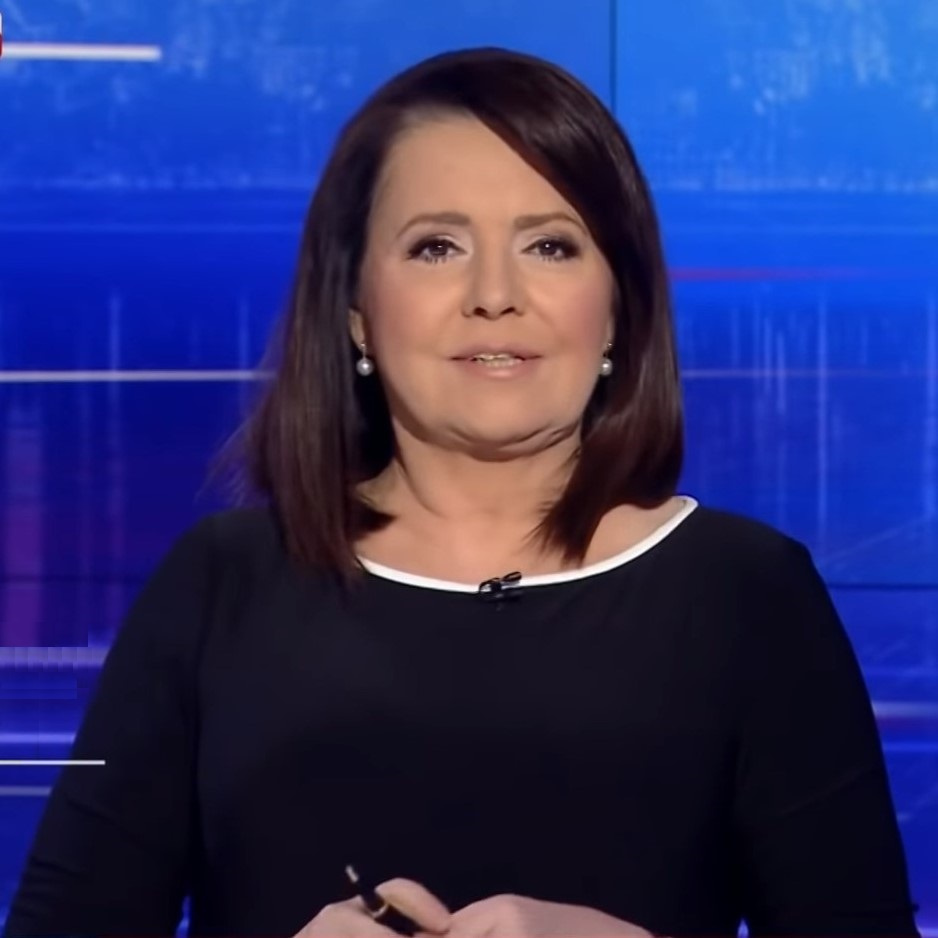
Danuta Holecka – była prezenterka oraz redaktorka naczelna Wiadomości TVP1

Po zwycięstwie Zjednoczonej Prawicy na czele z Prawem i Sprawiedliwością w wyborach parlamentarnych w 2015 r., TVP zaczęła dostosowywać się do polityki rządu PiS, krytykując działania Komitetu Obrony Demokracji, Komisji Europejskiej, środowisk LGBT, określając je mianem ideologii, sprzeciwiając się polityce migracyjnej UE. Podczas 8-letnich rządów PiS, TVP konsekwentnie chwaliła rząd PiS i dyskredytowała opozycję; z tej racji często była pejoratywnie określana jako TVPiS. Krajowe i międzynarodowe organizacje nadzorujące media powszechnie uważały ją za skrajnie stronniczą i wysoce selektywną. W okresie poprzedzającym wybory w 2023 r. brytyjski dziennik The Guardian opisał TVP jako propagandowe ramię PiS, podczas gdy polska opozycja określiła ją mianem fabryki nienawiści. Były członek Krajowej Rady Radiofonii i Telewizji Krzysztof Luft zwraca uwagę na fakt, że w ciągu 8 lat rządów PiS nie pokazano w TVP ani jednego wystąpienia liderów partii opozycyjnych, choćby w kampaniach wyborczych. Wyjątkiem były orędzia marszałka Senatu Tomasza Grodzkiego, których obowiązek emisji nakłada na publicznego nadawcę telewizyjnego § 1 rozporządzenia KRRiTV z dnia 21 sierpnia 1996 r. w sprawie trybu postępowania w związku z prezentowaniem i wyjaśnianiem w publicznej radiofonii i telewizji polityki państwa przez naczelne organy państwowe. Reforma mediów państwowych i ich odpolitycznienie stały się obietnicą kampanii głównej partii opozycyjnej, Koalicji Obywatelskiej, która umieściła je na liście „100 konkretnych obietnic na pierwsze 100 dni rządu”.

### Przygotowania
Po wygraniu wyborów parlamentarnych w 2023 r., Koalicja 15 października, składająca się z Koalicji Obywatelskiej, Polski 2050, Polskiego Stronnictwa Ludowego i Nowej Lewicy, zawarła w umowie koalicyjnej plany reformy mediów państwowych. Umowa nie wymieniała jednak konkretnie, jakie kroki prawne zostaną podjęte.
14 grudnia, powołując się na wolność i niezależność dziennikarską, przed jednym z budynków TVP odbył się protest warszawskiego klubu Gazety Polskiej „w obronie wolnych mediów”, w którym wzięli udział pracownicy państwowej stacji, a także politycy Prawa i Sprawiedliwości.
Tego samego dnia, na wniosek grupy posłów Prawa i Sprawiedliwości, Trybunał Konstytucyjny wstrzymał możliwości odwoływania i zmian w radach nadzorczych oraz zarządach TVP i Polskiego Radia oraz PAP z obejściem ustawy o radiofonii i telewizji oraz ustawy o PAP do czasu rozprawy wyznaczonej na 16 stycznia 2024 r., jako potencjalnie niezgodnych z Konstytucją. Zakaz ten został jednak uznany przez Ministerstwo Kultury i Dziedzictwa Narodowego jako niewiążący uzasadniwszy to wadliwym zdaniem Ministerstwa składem trybunału oraz faktem, że w sporze przed TK Ministerstwo Kultury i Dziedzictwa Narodowego ani żadna spółka Skarbu Państwa nie była stroną.

## Powołanie nowych władz mediów publicznych
W dniu 19 grudnia 2023 r. Sejm podjął uchwałę w sprawie „przywrócenia porządku prawnego oraz bezstronności i rzetelności mediów publicznych oraz Polskiej Agencji Prasowej” 244 głosami za, przeciw były 84 osoby, 16 zaś wstrzymało się od głosu. Ponad 100 posłów Prawa i Sprawiedliwości nie wzięło udziału w głosowaniu, udając się do siedziby TVP, aby zaprotestować przeciwko zmianom. Nowemu rządowi zarzucano, że uchwały sejmowe wyrażają co prawda wolę polityczną, jednak zgodnie z Konstytucją tylko uchwalone i podpisane przez Prezydenta ustawy stanowią prawo i mogą pociągać skutki prawne.
Tego samego dnia minister kultury i dziedzictwa narodowego Bartłomiej Sienkiewicz, powołując się na Kodeks spółek handlowych odwołał władze mediów publicznych, w tym TVP.
20 grudnia do siedziby TVP przy ul. Woronicza przybył Piotr Zemła, nowo powołany szef rady nadzorczej TVP. Na jego drodze stanęli posłowie PiS i okupujący budynek pracownicy TVP, którzy kwestionowali jego autorytet i legalność decyzji o zmianie władz stacji. W wyniku zamieszania w budynku do szpitala trafiła posłanka PiS Joanna Borowiak. Jacek Sasin winą za incydent obarczył „osobę towarzyszącą nowemu dyrektorowi”, natomiast marszałek Sejmu Szymon Hołownia wskazał, że mógł to zrobić pracownik ochrony.
TVP Info zniknęło z anteny o godzinie 11:18:31 czasu środkowoeuropejskiego, a zarówno transmisja naziemna, jak i streaming online zamiast tego pokazywały różne programy TVP1, TVP Polonia i powtórki serialu Ranczo. TVP3, TVP World i TVP Parlament również zniknęły z anteny, przy czym program TVP3 został przełączony na program TVP2 (wewnętrzna transmisja TVP3 była nadal prowadzona w międzyczasie do 26 grudnia), a program TVP World został zmieniony na program TVP Polonia, podczas gdy program TVP Parlament nie został przełączony na program żadnego innego kanału TVP, a więc ten konkretny kanał został faktycznie całkowicie zdjęty z anteny. Osoby próbujące odwiedzić oficjalne strony internetowe TVP Info, TVP3, TVP World lub TVP Parlament zostały przekierowane na główną stronę TVP. Programy informacyjne, które zwykle były emitowane w TVP1 (Teleexpress, Wiadomości) i TVP2 (Panorama), zostały zastąpione buforami poszczególnych stacji.
O godzinie 12:17 dziennikarz Wiadomości Adrian Borecki przerwał emisję programu Agrobiznes w TVP1, aby poinformować widzów tej stacji o zaistniałej sytuacji. Zapowiedział, że specjalne wydanie Wiadomości będzie emitowane w TVP1 od tego momentu do „samego końca”. Pół minuty później emisja została przerwana i zastąpiona buforem TVP1.
Jakiś czas po godzinie 14:00 Samuel Pereira, kierownik TVP Info, rozpoczął transmisję na żywo na swoim kanale YouTube. Stream zawierał transmisję TVP Info, nagraną kamerą telefonu, która byłaby emitowana, gdyby kanał nie zniknął z anteny. Stream został zdjęty w mniej niż pół godziny.
Grupa informatyków z TVP zapewniła nowemu kierownictwu dostęp do mediów społecznościowych nadawcy, odbierając kluczowym przedstawicielom rolę administratora. Konto TVP Info w serwisie X (Twitter), zarządzane osobiście przez Samuela Pereirę, pozostało pod kontrolą starego kierownictwa pomimo zmian na innych kontach w mediach społecznościowych. Nowe władze telewizji odzyskały dostęp do konta 23 stycznia 2024.

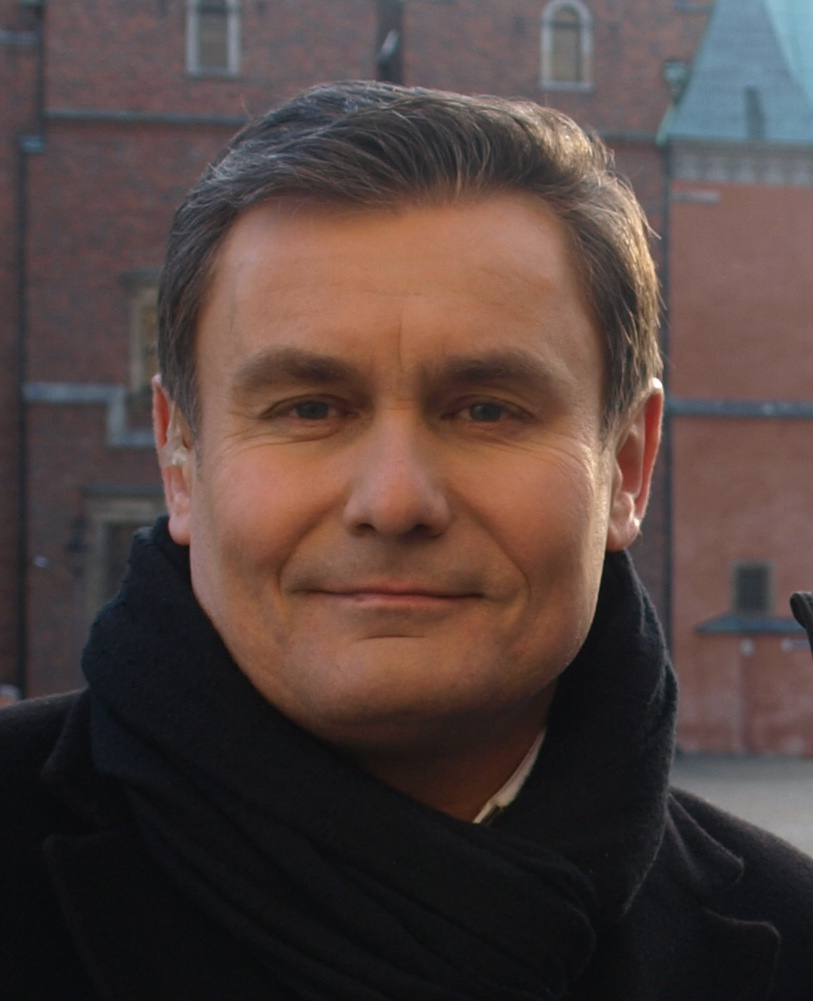
Marek Czyż

O godzinie 19:30, zamiast zwykłego programu Wiadomości, w TVP1 (a tym samym w TVP Info) wyemitowano krótki komunikat, w którym prezenter Marek Czyż ogłosił, że to, co deklarował jako „bezstronne wiadomości”, powraca i że następnego dnia Wiadomości będą nadawane normalnie:

Dzień dobry państwu. Jak państwo z pewnością zauważyli, zaszły pewne zmiany, więc mają państwo prawo oczekiwać wyjaśnień. Więc pozwolą państwo, że wyjaśnię. Żaden polski obywatel, który finansuje działanie telewizji publicznej, nie ma żadnego obowiązku wsłuchiwać się w propagandę, czyjąkolwiek. Każdy polski obywatel, który finansuje media publiczne, ma prawo żądać od nich rzetelnej, profesjonalnej i uczciwej informacji. Dlatego proponuję państwu, jak sądzę, uczciwą umowę – od jutra Wiadomości będą państwu prezentowały fotografię świata i dnia, z wszystkim, co przyniesie. Fotografię, a nie obraz, bo to nie jest to samo. Obraz w tych studiach malowano przez osiem lat wyłącznie starannie dobranymi barwami. I zapewniam państwa, że to się właśnie kończy. Zamiast propagandowej zupy, chcemy państwu zaproponować czystą wodę. Nie dlatego, że jest szlachetna, ale dlatego, że nie niesie żadnych nachalnych smaków. I obiecuję państwu, że to się właśnie od teraz zaczyna. Dziś nie będzie Wiadomości, ale jutro podamy państwu informacyjny program Telewizji Polskiej, niezawodnie o 19.30. Nazywam się Marek Czyż, serdecznie zapraszam.

W tym samym czasie byli prezenterzy TVP pojawili się w specjalnym wydaniu Wiadomości, które korzystając ze zwykłego studia programu, zostało wyemitowane w Telewizji Republika.
Wieczorem TVP zaczęła wysyłać maile z wypowiedzeniami do niektórych pracowników.

## Skutki
W dniu 21 grudnia ogłoszono, że nowy program zastąpi Wiadomości i będzie emitowany w tym samym paśmie o 19:30, co jego poprzednik. Nazwa nowego programu była ściśle strzeżoną tajemnicą aż do pierwszej emisji, kiedy to została ujawniona jako 19.30. Czołówka i muzyka przewodnia programu zostały przygotowane jeszcze przed przejęciem. Teleexpress i Panorama zniknęły z anteny 21 grudnia i miały nie powrócić do czasu pełnej stabilizacji działań TVP po przejęciu. 4 stycznia 2024 r. emisja Teleexpressu została wznowiona, a 10 stycznia nastąpił powrót Panoramy. 13 stycznia 2024 roku po trzech i pół tygodniach zakończyła się trwająca od 20 grudnia 2023 roku okupacja budynku TAI przez dotychczasową ekipę dziennikarską, która zakończyła protest okupacyjny. 

### Zawetowanie ustawy „okołobudżetowej”
W związku ze sposobem przejęcia TVP, określanym przez prezydenta Andrzeja Dudę jako „anarchia”, prezydent zdecydował, że przekaże Sejmowi do ponownego rozpatrzenia ustawę o szczególnych rozwiązaniach służących realizacji ustawy budżetowej na rok 2024 (pot. ustawę okołobudżetową) zgłoszoną przez koalicję rządzącą. Ustawa ta zakładała możliwość przekazania 3 mld zł do budżetu TVP w formie obligacji skarbowych. W odpowiedzi na to działanie Minister Kultury i Dziedzictwa Narodowego podjął decyzję o postawieniu spółki TVP w stan likwidacji:

W związku z decyzją Prezydenta Rzeczypospolitej Polskiej o wstrzymaniu finansowania mediów publicznych podjąłem decyzję o postawieniu w stan likwidacji spółek Telewizja Polska S.A., Polskie Radio S.A. oraz Polskiej Agencji Prasowej S.A.
W obecnej sytuacji takie działanie pozwoli na zabezpieczenie dalszego funkcjonowanie tych spółek, przeprowadzenie w nich koniecznej restrukturyzacji oraz niedopuszczenie do zwolnień zatrudnionych w ww. spółkach pracowników z powodu braku finansowania.
Stan likwidacji może być cofnięty w dowolnym momencie przez właściciela.

### Abonament RTV
Maciej Świrski, przewodniczący KRRiTV w kwietniu 2024 roku ogłosił wpłatę pieniędzy z abonamentu RTV przysługującego likwidowanym mediom publicznym na poczet depozytu sądowego. Swoją decyzję argumentował brakiem wpisania likwidatorów spółek do KRS. Jednak sądy konsekwentnie odmawiały przyjmowania wpłat, oddalając wnioski Świrskiego. 
Decyzja przewodniczącego spotkała się z krytyką dotkniętych mediów, w której podkreślano niemożliwość realizowania swojej misji publicznej w zaistniałej sytuacji. Sami likwidatorzy spółek w oświadczeniu opublikowanym w maju 2024 działania Świrskiego ocenili jako „manipulacyjne” i „wprowadzające w błąd opinię publiczną”.
W listopadzie 2024 Wojewódzki Sąd Administracyjny w Warszawie ocenił działania Macieja Świrskiego jako „rażące naruszenie prawa”, wymierzając przewodniczącemu grzywnę w wysokości 50 tys. zł.

### Kontrowersje prawne
Decyzja Bartłomieja Sienkiewicza wzbudziła wątpliwości ze strony niezależnych organizacji co do jej legalności. W ówczesnym stanie prawnym kompetencję do powoływania i odwoływania zarządów spółek medialnych posiadała Rada Mediów Narodowych, którą powołała do życia większość sejmowa w czerwcu 2016 roku. Uchwała sejmowa z 19 grudnia stwierdzała natomiast, że zarządy te były powołane wadliwie, a jako podstawę swojego rozumowania wskazywała na niewykonany wyrok Trybunału Konstytucyjnego z 2016 roku. Helsińska Fundacja Praw Człowieka wydała 22 grudnia 2023 r. oświadczenie, w którym przychyliła się do stanowiska mówiącego, że media publiczne wymagają gruntownych reform i zgodziła się co do tego, że w panujących realiach politycznych i prawnych takie reformy są niezwykle trudne. Jednocześnie stwierdzono, że działania Ministra Kultury i Dziedzictwa Narodowego budzą poważne wątpliwości prawne. Minister Bartłomiej Sienkiewicz w swojej decyzji powołał się na przepisy Kodeksu spółek handlowych. Jednakże decyzja ta zapadła bez uwzględnienia stanowiska Krajowej Rady Radiofonii i Telewizji oraz Rady Mediów Narodowych, która zgodnie z ustawą o radiofonii i telewizji i ustawą o Polskiej Agencji Prasowej ma kompetencję powoływania i odwoływania składów osobowych organów mediów publicznych. 18 stycznia 2024 roku Trybunał Konstytucyjny orzekł, że przepisy Kodeksu spółek handlowych o rozwiązaniu i likwidacji spółki akcyjnej w zakresie jednostek publicznej radiofonii i telewizji są niezgodne z Konstytucją RP. W tym samym dniu Ministerstwo Kultury i Dziedzictwa Narodowego w reakcji na wyrok TK stwierdziło w wydanym do mediów oświadczeniu, że wyroki wydane z udziałem tzw. „sędziów dublerów” nie mają mocy powszechnie obowiązującej i nie są ostateczne. 22 stycznia 2024 roku Sąd Rejonowy dla m.st. Warszawy wydał postanowienie, w którym odmówił wpisu do Krajowego Rejestru Sądowego postawienia Polskiego Radia S.A. i Telewizji Polskiej S.A. w stan likwidacji, jednak 8 kwietnia zatwierdził w KRS postawienie obu spółek w stan likwidacji, a 29 stycznia 2024 sąd rejestrowy zatwierdził postawienie w stan likwidacji spółki Polska Agencja Prasowa S.A.. 11 października 2024 Sejm RP X kadencji głosami posłów rządzącej koalicji KO-PSL-PL2050-NL i klubu Konfederacji odwołał Krzysztofa Czabańskiego ze składu i funkcji przewodniczego Rady Mediów Narodowych (RMN). Tym samym partia polityczna Prawo i Sprawiedliwość straciła większość w 5-osobowym składzie Rady Mediów Narodowych, co według części publicystów i medioznawców ma na celu doprowadzenie docelowo do cofnięcia postawienia w stan likwidacji spółek mediów publicznych i PAP. 31 października 2024 klub Koalicji Obywatelskiej (KO) zgłosił do Rady Mediów Narodowych (RMN) kandydaturę posła Wojciecha Króla. 5 grudnia 2024 poseł Wojciech Król został wybrany przez Sejm w skład Rady Mediów Narodowych (RMN), a 12 grudnia 2024 został powołany na jej przewodniczącego. 4 marca 2025 Rada Mediów Narodowych (RMN) w nowym składzie uchyliła uchwałę poprzedniego składu Rady Mediów Narodowych (RMN) powołującą Michała Adamczyka na prezesa TVP i Tomasza Owsińskiego na członka zarządu TVP.

## Spór w kulturze masowej
Sporze wokół mediów publicznych w Polsce były poświęcone filmy pt. „Stan likwidacji” autorstwa Anity Gargas, który ukazał się 28 listopada 2024 w serwisie internetowym YouTube i 20 grudnia 2024 na antenie Telewizji Republika i pt. „Przejęcie” autorstwa Marcina Tulickiego, który ukazał się 20 grudnia 2024 na antenie telewizji wPolsce24. 20 grudnia 2024 Telewizja Polska S.A. wyemitowała film dokumentalny autorstwa Andrzeja Buchowskiego pt. „To mogłeś być Ty”, który według autora filmu i TVP S.A. w likwidacji  miał pokazywać "ofiary" ówczesnych mediów publicznych w Polsce w latach 2016–2023. Spór w kulturze masowej jest też obecny poprzez używane przez przeciwników zmian dokonanych w mediach publicznych w Polsce 20 grudnia 2023 określenia neo-TVP, neo-PR i neo-PAP.